# Biscutella marinae
Biscutella marinae là một loài thực vật có hoa trong họ Cải. Loài này được M.B.Crespo, Mateo & Solanas mô tả khoa học đầu tiên năm 2008.